# 北海道道612号築別天塩有明停車場線
北海道道612号築別天塩有明停車場線（ほっかいどうどう612ごう ちくべつてしおありあけていしゃじょうせん）は、北海道苫前郡羽幌町と初山別村を結ぶ一般道道（北海道道）である。通年通行止め区間がある。

## 概要

### 路線データ
- 起点：北海道苫前郡羽幌町字築別炭砿（北海道道356号築別炭砿築別停車場線交点）
- 終点：北海道苫前郡初山別村字有明（旧国鉄 羽幌線 天塩有明駅跡）
- 総延長：20.874 km
- 実延長：19.663 km
- 重用延長：1.211 km

### 道路管理者
- 留萌振興局 留萌建設管理部 羽幌出張所

## 歴史
- 1968年（昭和43年）3月30日 - 路線認定[1]。
- 1987年（昭和62年）3月30日 - 羽幌線の廃線に伴い、天塩有明駅は廃駅となる。

## 路線状況

### 重複区間
- 国道232号（初山別村字栄 - 初山別村字有明）
- 北海道道708号有明天塩有明停車場線（初山別村字有明 - 初山別村字有明〔終点〕）

### 通年交通規制（通行止め）
- 羽幌町字築別炭砿（主馬内沢ゲート〔起点〕） - 初山別村字栄263-8（栄第一ゲート）
区間延長：16.4 km

### 道路施設

#### 常設型ゲート
- 主馬内沢ゲート（羽幌町字築別炭砿〔起点〕）
- 栄第一ゲート（初山別村字栄263-8）

## 地理

### 通過する自治体
- 留萌振興局
  - 苫前郡羽幌町
  - 苫前郡初山別村

### 交差する道路
羽幌町
- 北海道道356号築別炭砿築別停車場線 - 字築別炭砿（起点）
- 北海道道741号上遠別霧立線 - 字築別炭砿（起点）

初山別村
- 国道232号 - 字栄、字有明（重複）
- 北海道道708号有明天塩有明停車場線 - 字有明（終点）（重複）